# Porano
Porano – miejscowość i gmina we Włoszech, w regionie Umbria, w prowincji Terni.
Według danych na rok 2004 gminę zamieszkiwało 1770 osób, 136,2 os./km².

## Miasta partnerskie
- Caudrot